# زیردریایی یو-۳۲۶
زیردریایی یو-۳۲۶ (به انگلیسی: German submarine U-326) یک زیردریایی بود که طول آن ۶۷٫۱۰ متر (۲۲۰ فوت ۲ اینچ) بود. این زیردریایی در سال ۱۹۴۴ ساخته شد.